# 黄脊竹蝗
黄脊竹蝗（学名：Ceracris kiangsu Tsai），俗称竹蝗、蝗虫。网翅蝗科竹蝗属的一种昆虫，主要危害毛竹，其次危害刚竹、水竹等。黄脊竹蝗是中国产竹区的主要害虫。

## 新闻
2020年7月，位于中老边境的中国云南省普洱市出现黄脊竹蝗入侵，到7月10日，累计发生面积近10万亩。